# ЛВГ D.III
ЛВГ D.III је једноседи немачки ловачки авион који је производила фирма Луфтферкерсгезелшафт. Први лет авиона је извршен 1917. године. 

Највећа брзина авиона при хоризонталном лету је износила 175 km/h.
Распон крила авиона је био 10,00 метара, а дужина трупа 7,53 метара. Празан авион је имао масу од 773 килограма. Нормална полетна маса износила је око 1028 килограма. Био је наоружан са два 7,92-мм пулемета ЛМГ 08/15 Спандау.

## Наоружање
| Наоружање авиона: ЛВГ          |      |
| Ватрено (стрељачко) наоружање  |      |
| Топ                            |      |
| Митраљез                       |      |
| Број и ознака митраљеза        | 2    |
| Калибар                        | 7,92 |
| Бомбардерско наоружање (бомбе) |      |
| Ракетно наоружање (ракете)     |      |